# Проституция в Польше

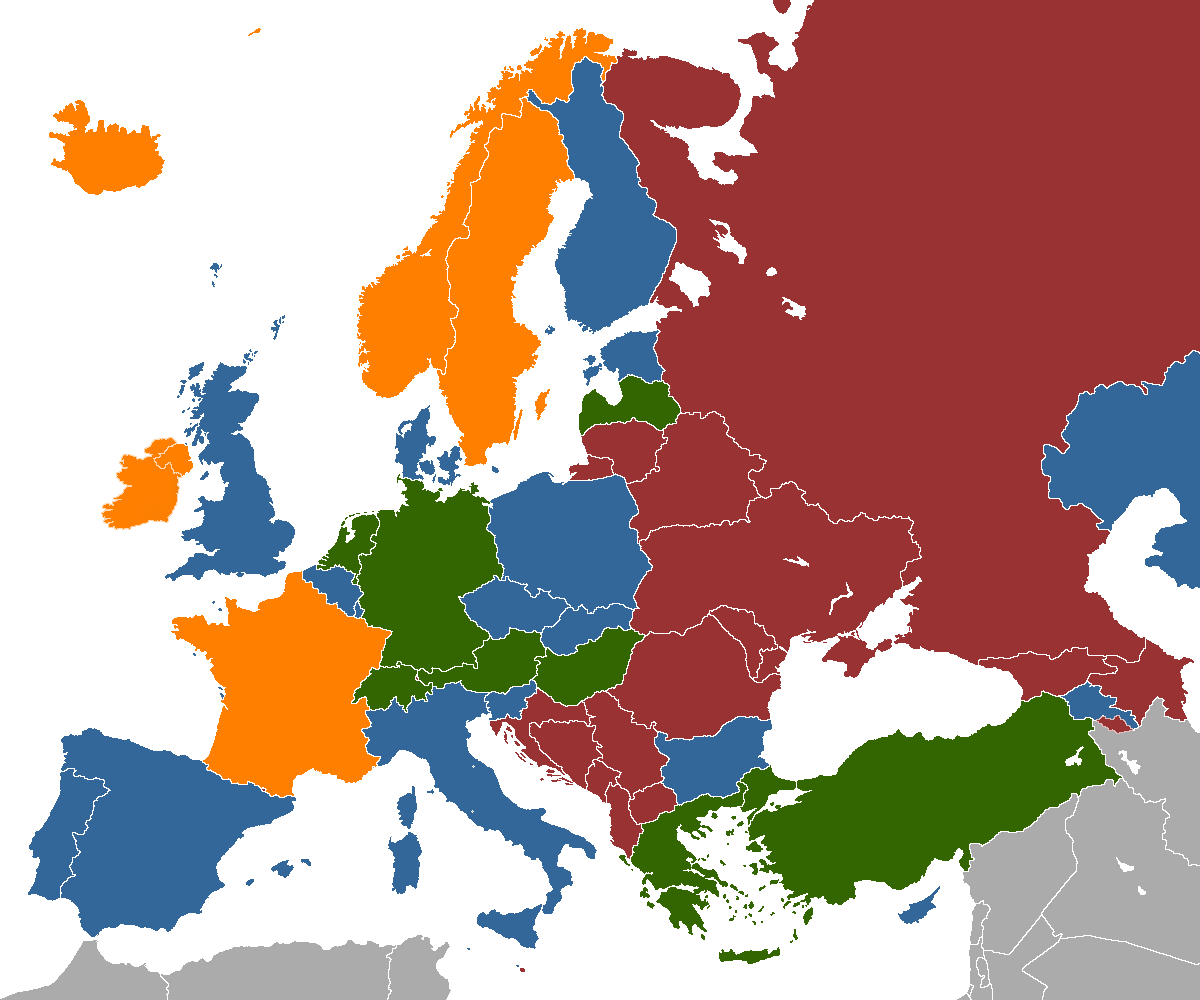
Проституция легальна
Запрещены бордели и сутенёрство
Проституция запрещена
Нет данных

Проституция в Польше официально не запрещена, но при этом запрещены бордели и сутенёрство.
Широко распространена полулегальная реклама интимных услуг в газетах в разделах «Здоровье», «Досуг» и «Развлечения».
Наряду с польками, проституцией в Польше в последнее время занимаются уроженки стран СНГ, особенно Украины (см. проституция на Украине) и Белоруссии, зачастую под контролем криминальных группировок.
Падение восточного блока привело к тому, что общественная жизнь в Польше стала менее подверженной государственному регулированию, что в значительной степени преобразило и бизнес сексуальных услуг. Какое-то время спрос на проституцию в Польше возрастал со скоростью примерно 3200—3300 вакансий в год, однако получение Польшей полноправного членства в Евросоюзе и в Шенгенской зоне сделало из страны не столько импортёра проституции, сколько её транзитёра и потребителя. Например, Европейский институт контроля преступности ежегодно регистрировал в Польше не менее 15 000 жертв нелегального трафика людей. В течение периода с 1995 по 2010 годы большинством иностранных жертв нелегальной торговли людьми, сексуальной эксплуатации и подневольного труда на территории Польши были выходцами с Украины (350 случаев), Белоруссии (311), Болгарии (87), Румынии (24), Молдавии (21) и России (15).
Вместе с представительницами других стран Центральной и Восточной Европы польские женщины занимаются в сфере проституции стран Европейского Союза, где их общее число составляет до полумиллиона человек. По данным на 1998 год 87,5 % женщин, ввезённых в Германию для работы на рынке секс-услуг были из Восточной Европы, среди которых 17 % было из Польши, 14 % с Украины, 12 % из Чешской Республики и 8 % из Российской Федерации.
Общественное мнение по вопросу легализации проституции в Польше неоднозначно. Несмотря на исторически сильные позиции католической церкви, немалое количество поляков выступает за полную легализацию проституции.